# Cleveland Rockers
O Cleveland Rockers foi um time da Women's National Basketball Association (WNBA) que jogou na liga de 1997 até 2003. Os Rockers eram um dos times que formaram a WNBA, que foi oficialmente estabelecida em 1997. O dono do time foi o empresário Gordon Gund, que também era dono do Cleveland Cavaliers da NBA. Em setembro de 2003, Gund anunciou que abria mão do time. Como a liga não conseguiu achar um novo dono para os Rockers, a franquia acabou sendo extinta.